# Bàrtolo de Sassoferrato
Bàrtolo de Sassoferrato   (Sassoferrato, 1313 - Perusa, 21 de juliol de 1357) fou un dels més insignes juristes de l'Europa continental del segle xiv, i el major exponent de l'escola jurídica dels comentaristes o post-glossadors.

## Biografia
Estudià dret civil a la universitat de Perusa i a la universitat de Bolonya, on aconseguí la licentia docenti el 1334. Fou deixeble de Cino de Pistoia. El 1339 començà la docència del dret a Pisa i posteriorment a Perusa, d'on n'obtingué la ciutadania honoraria el 1348. L'any 1355, l'emperador Carles IV el nomenà consiliarius seu.
A Perusa tingué com a deixebles, entre d'altres, Baldo degli Ubaldi i els germans d'aquest, Angelo i Pietro.Morí a l'edat de 43 anys.

## Obres

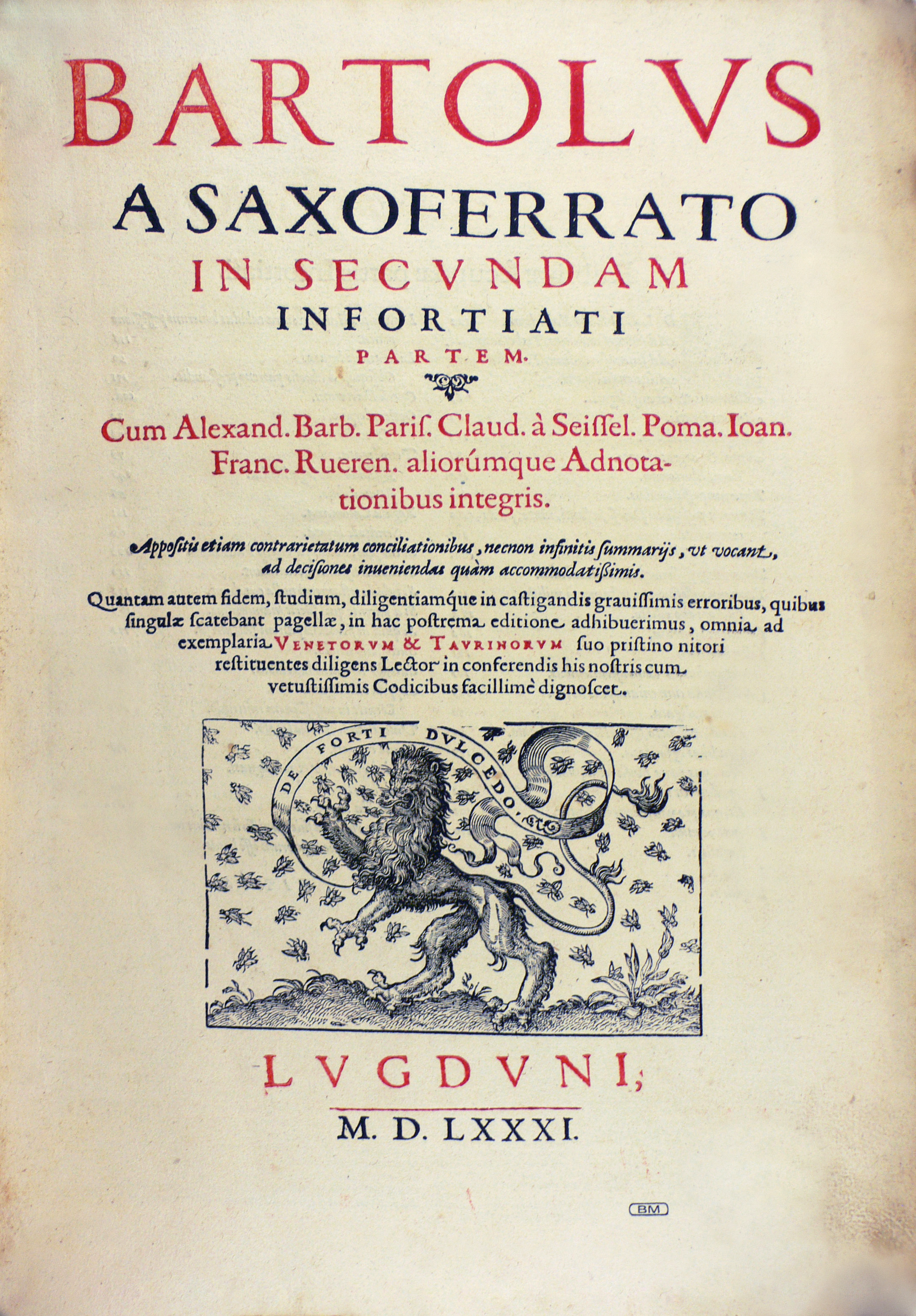
Opera omnia, 1581 (Milano, Fondazione Mansutti).

Malgrat la seva vida breu, Bàrtolo va deixar un extraordinari nombre d'obres.
Va escriure comentaris sobre totes les parts del Corpus iuris civilis de Justinià (llevat de les Institucions).
Escrigué també nombrosos tractats sobre matèries específiques, entre els quals el seu famós llibre sobre el dret dels rius (De fluminibus seu Tyberiadis). Fou també un prolífic autor de dictàmens jurídics (se'n coneixen com a mínims 400 consilia), escrits a petició de particulars.
Són molt rellevants les seves concepcions jurídiques relatives a les relacions entre l'Església i l'Imperi- Amb el seu tractat sobre el dret de represàlia esdevingué un dels fundadors del dret internacional privat.
A ell es deu la introducció d'un gran nombre de conceptes jurídics, que han passat a formar part de la tradició jurídica europea, en particular en l'àrea dels conflictes jurisdiccionals --un camp de gran actualitat en el segle xiv a Itàlia, on cada ciutat tenia les seves lleis o estatuts i els seus propis costums--.

## Empremta en el lèxic
La paraula catalana bàrtul ("agafa els bàrtuls i vés-te'n d'aquí"), no recollida en el Diccionari de la llengua catalana de l'IEC, però sí en el Diccionari català-valencià-balear, prové del mot castellà "bártulos" que segons Joan Coromines té per origen la referència als llibres de Bàrtolo de Sassoferrato.